# Anchimolgus gracilipes
Anchimolgus gracilipes is een eenoogkreeftjessoort uit de familie van de Anchimolgidae. De wetenschappelijke naam van de soort is voor het eerst geldig gepubliceerd in 2007 door Kim I.H..